# Clasificación de FIBA Asia y FIBA Oceanía para la Copa Mundial de Baloncesto de 2023
La clasificación de FIBA Asia y FIBA Oceanía para la Copa Mundial de Baloncesto de 2023 fue el segundo torneo que determinó los clasificados por parte de los continentes asiático y oceánico a la Copa Mundial que se disputará en Filipinas, Japón e Indonesia. La competición dio comienzo en noviembre de 2021 y culminó en febrero de 2023.

## Formato
En total, la región de Asia y Oceanía tiene ocho plazas de clasificación. Dos de ellas fueron otorgadas de manera automática a Filipinas y a Japón por ser anfitriones. El tercer anfitrión, Indonesia, no recibió clasificación automática y esta dependía de su resultado en la Copa FIBA Asia 2022, la cual organizó en julio de 2022. Si la selección indonesia finalizaba entre los mejores ocho de la competencia, recibían clasificación automática a la Copa Mundial como anfitrión y habría cinco plazas a disputar por el resto de los equipos. Finalmente, Indonesia no finalizó entre los mejores ocho, por lo que se disputaron seis plazas para la Copa Mundial. A pesar de estar clasificados automáticamente, todos los anfitriones compitieron por virtud de haber clasificado a la Copa FIBA Asia de 2022.
La estructura de la clasificación se compone de la siguiente manera:
- Primera ronda: Los 16 equipos se dividen en cuatro grupos de cuatro equipos para jugar partidos de ida y vuelta. Los tres equipos mejor ubicados de cada grupo avanzan a la segunda ronda.
- Segunda ronda: Los 12 equipos que avanzaron se dividen en dos nuevos grupos de seis equipos. Todos los resultados de la ronda anterior se transfieren a esta nueva ronda. Los seis mejores equipos (excluyendo a los clasificados automáticamente como anfitriones) se clasifican para la Copa del Mundo.

## Equipos participantes
Los 16 equipos participantes de la primera ronda de clasificatorios surgieron de los clasificados que disputaron la Copa FIBA Asia 2022.
| - Arabia Saudita - Australia - Baréin - China - China Taipéi - Corea del Sur - Filipinas - India | - Indonesia - Irán - Japón - Jordania - Kazajistán - Líbano - Nueva Zelanda - Siria |

## Clasificatorios

### Sorteo
El sorteo de los grupos para los clasificatorios tuvo lugar en Mies, Suiza el 31 de agosto de 2021. Los equipos fueron dispuestos en bombos de acuerdo a principios geográficos y a su posición en la clasificación mundial de FIBA. Los equipos de los bombos 1, 3, 5 y 7 fueron sorteados a los grupos A y B, mientras que los de los bombos 2, 4, 6 y 8 fueron a los grupos C y D.
| Equipo        | Pos |
| ------------- | --- |
| Australia     | 3   |
| Nueva Zelanda | 25  |

| Equipo   | Pos |
| -------- | --- |
| Irán     | 22  |
| Jordania | 39  |

| Equipo        | Pos |
| ------------- | --- |
| China         | 28  |
| Corea del Sur | 29  |

| Equipo     | Pos |
| ---------- | --- |
| Líbano     | 56  |
| Kazajistán | 72  |

| Equipo    | Pos |
| --------- | --- |
| Filipinas | 31  |
| Japón     | 35  |

| Equipo    | Pos |
| --------- | --- |
| Siria     | 82  |
| Indonesia | 85  |

| Equipo       | Pos |
| ------------ | --- |
| China Taipéi | 68  |
| India        | 78  |

| Equipo         | Pos |
| -------------- | --- |
| Arabia Saudita | 87  |
| Baréin         | 102 |

### Primera ronda
Debido a las restricciones sanitarias y de viajes ocasionadas por la pandemia de COVID-19, los juegos de las primeras dos ventanas del grupo A y B se jugaron en formato de burbuja en un mismo estadio. En el grupo A, todos los partidos de la primera ventana se organizaron para ser jugados en Filipinas durante la segunda ventana de febrero de 2022. En el grupo B, Japón fue el anfitrión de la primera ventana en Sendai y de la segunda en Okinawa. Los partidos entre Australia y China Taipéi correspondientes a noviembre se jugaron en febrero. Posteriormente se decidió que la tercera ventana también fuera jugada en burbuja.

#### Grupo A
| Pos. | Equipo        | PJ | G | P | PF  | PC  | DP   | Pts | Clasificación           |
| ---- | ------------- | -- | - | - | --- | --- | ---- | --- | ----------------------- |
| 1    | Nueva Zelanda | 4  | 4 | 0 | 390 | 229 | +161 | 8   | Segunda ronda (Grupo E) |
| 2    | Filipinas     | 4  | 2 | 2 | 290 | 321 | −31  | 6   | Segunda ronda (Grupo E) |
| 3    | India         | 4  | 0 | 4 | 233 | 363 | −130 | 4   | Segunda ronda (Grupo E) |
| 4    | Corea del Sur | 0  | 0 | 0 | 0   | 0   | 0    | 0   | Descalificada           |

 Fuente: FIBA
Notas:
1. ↑  Debido a casos de COVID-19 en su equipo, Corea del Sur no participó de la ventana de febrero de 2022 y por esta razón fue descalificada de la competencia.[8]

Primera y segunda ventana
| 24 de febrero de 2022 | Nueva Zelanda                                    | 101–46                               | India                                                              | Ciudad Quezon                                                                            |  |
| 15:00 (UTC+8)         | Parciales: 32-8, 20-17, 18-10, 31-11             | Parciales: 32-8, 20-17, 18-10, 31-11 | Parciales: 32-8, 20-17, 18-10, 31-11                               |                                                                                          |  |
|                       | Estadísticas T. Vodanovich 21 R. Loe 10 R. Loe 6 | Reporte Pts Reb Asts                 | Estadísticas 10 S. Sekhon 5 S. Sekhon 4 V. Bhriguvanshi, S. Sekhon | Pabellón: Coliseo Smart Araneta Árbitros: Takaki Kato Christopher Reid Nattapong Jontapa |  |

| 25 de febrero de 2022 | India                                               | 64–88                                 | Filipinas                                                          | Ciudad Quezon                                                                             |  |
| 18:00 (UTC+8)         | Parciales: 13-18, 19-26, 15-24, 17-20               | Parciales: 13-18, 19-26, 15-24, 17-20 | Parciales: 13-18, 19-26, 15-24, 17-20                              |                                                                                           |  |
|                       | Estadísticas S. Sekhon 14 P. Rawat 10 A. Krishnan 5 | Reporte Pts Reb Asts                  | Estadísticas 17 D. Ramos 9 A. Kouame 3 J. Gómez de Liaño, D. Ramos | Pabellón: Coliseo Smart Araneta Árbitros: Mohamed Alsalam Suebpong Wichaiphin Budi Marfan |  |

| 27 de febrero de 2022 | Nueva Zelanda                                                                     | 88–63                                 | Filipinas                                         | Ciudad Quezon                                                                         |  |
| 19:00 (UTC+8)         | Parciales: 22-19, 18-11, 25-18, 23-15                                             | Parciales: 22-19, 18-11, 25-18, 23-15 | Parciales: 22-19, 18-11, 25-18, 23-15             |                                                                                       |  |
|                       | Estadísticas D. Prewster, T. Vodanovich 20 R. Loe, T. Vodanovich 10 D. Prewster 6 | Reporte Pts Reb Asts                  | Estadísticas 23 T. Ravena 10 D. Ramos 5 T. Ravena | Pabellón: Coliseo Smart Araneta Árbitros: Takaki Kato Christopher Reid Daigo Urushima |  |

| 28 de febrero de 2022 | India                                                       | 60–95                                | Nueva Zelanda                                                      | Ciudad Quezon                                                                       |  |
| 15:00 (UTC+8)         | Parciales: 20-24, 7-28, 18-21, 15-22                        | Parciales: 20-24, 7-28, 18-21, 15-22 | Parciales: 20-24, 7-28, 18-21, 15-22                               |                                                                                     |  |
|                       | Estadísticas Tres jugadores 10 P. Rawat 6 V. Bhriguvanshi 4 | Reporte Pts Reb Asts                 | Estadísticas 20 T. Vodanovich 10 R. Loe, T. Vodanovich 5 H. Harris | Pabellón: Coliseo Smart Araneta Árbitros: Budi Marfan Mohamed Alsalam James Griguol |  |

Tercera ventana
| 30 de junio de 2022 | Filipinas                                       | 60–106                               | Nueva Zelanda                                            | Auckland                                                                          |  |
| 19:30 (UTC+12)      | Parciales: 13-23, 8-24, 22-26, 17-33            | Parciales: 13-23, 8-24, 22-26, 17-33 | Parciales: 13-23, 8-24, 22-26, 17-33                     |                                                                                   |  |
|                     | Estadísticas C. Tamayo 16 D. Ramos 9 D. Ramos 4 | Reporte Pts Reb Asts                 | Estadísticas 15 D. Prewster 9 T. Vodanovich 5 C. Webster | Pabellón: Eventfinda Stadium Árbitros: Takaki Kato Vaughan Mayberry Chun Yip Yuen |  |

| 3 de julio de 2022 | Filipinas                                         | 79–63                                 | India                                                      | Pásay                                                                                       |  |
| 19:00 (UTC+8)      | Parciales: 21-10, 24-14, 20-20, 14-19             | Parciales: 21-10, 24-14, 20-20, 14-19 | Parciales: 21-10, 24-14, 20-20, 14-19                      |                                                                                             |  |
|                    | Estadísticas D. Ramos 21 G. Chiu 11 K. Quiambao 6 | Reporte Pts Reb Asts                  | Estadísticas 13 M. Hafeez 7 A. Sharma, V. Goti 5 S. Sekhon | Pabellón: Mall of Asia Arena Árbitros: Mohamed Alsalam Suebpong Wichaiphin Haryanto Sutaryo |  |

#### Grupo B
| Pos. | Equipo       | PJ | G | P | PF  | PC  | DP   | Pts | Clasificación           |
| ---- | ------------ | -- | - | - | --- | --- | ---- | --- | ----------------------- |
| 1    | Australia    | 6  | 6 | 0 | 513 | 365 | +148 | 12  | Segunda ronda (Grupo F) |
| 2    | China        | 6  | 4 | 2 | 493 | 397 | +96  | 10  | Segunda ronda (Grupo F) |
| 3    | Japón        | 6  | 2 | 4 | 417 | 483 | −66  | 8   | Segunda ronda (Grupo F) |
| 4    | China Taipéi | 6  | 0 | 6 | 366 | 544 | −178 | 6   |                         |

 Fuente: FIBA
Primera ventana
| 27 de noviembre de 2021 | China                                                       | 79–63                                 | Japón                                              | Sendai                                                                               |  |
| 12:05 (UTC+9)           | Parciales: 27-11, 18-18, 19-11, 15-23                       | Parciales: 27-11, 18-18, 19-11, 15-23 | Parciales: 27-11, 18-18, 19-11, 15-23              |                                                                                      |  |
|                         | Estadísticas Guo A., Zhou Q. 24 Zhou Q. 12 Hu J., Zhao R. 5 | Reporte Pts Reb Asts                  | Estadísticas 11 Y. Nishida 8 L. Evans 5 Y. Togashi | Pabellón: Xebio Arena Sendai Árbitros: Harja Jaladri Lee Kyounghwan Leong Chuen Wing |  |

| 28 de noviembre de 2021 | Japón                                                  | 73–106                                | China                                       | Sendai                                                                             |  |
| 18:35 (UTC+9)           | Parciales: 10-29, 19-24, 21-31, 23-22                  | Parciales: 10-29, 19-24, 21-31, 23-22 | Parciales: 10-29, 19-24, 21-31, 23-22       |                                                                                    |  |
|                         | Estadísticas R. Terashima 16 L. Evans 10 A. Chambers 4 | Reporte Pts Reb Asts                  | Estadísticas 27 Zhao R. 8 Wang Z. 8 Zhao J. | Pabellón: Xebio Arena Sendai Árbitros: Harja Jaladri Park Kyoungjin Lee Kyounghwan |  |

Segunda ventana
| 25 de febrero de 2022 | Australia                                                        | 98–61                                | China Taipéi                                    | Okinawa                                                                       |  |
| 15:05 (UTC+9)         | Parciales: 28-11, 20-11, 22-30, 28-9                             | Parciales: 28-11, 20-11, 22-30, 28-9 | Parciales: 28-11, 20-11, 22-30, 28-9            |                                                                               |  |
|                       | Estadísticas N. Kay 14 N. Kay, C. Moller 7 N. Kay, A. Mudronja 5 | Reporte Pts Reb Asts                 | Estadísticas 14 W. Artino 8 W. Artino 4 Chou K. | Pabellón: Okinawa Arena Árbitros: Harja Jaladri Glenn Cornelio Park Kyoungjin |  |

| 26 de febrero de 2022 | China Taipéi                                     | 71–76                                 | Japón                                                         | Okinawa                                                                       |  |
| 12:05 (UTC+9)         | Parciales: 21-15, 18-18, 14-16, 18-27            | Parciales: 21-15, 18-18, 14-16, 18-27 | Parciales: 21-15, 18-18, 14-16, 18-27                         |                                                                               |  |
|                       | Estadísticas Chou K. 21 W. Artino 18 W. Artino 5 | Reporte Pts Reb Asts                  | Estadísticas 27 Y. Nishida 12 L. Evans 4 L. Evans, Y. Togashi | Pabellón: Okinawa Arena Árbitros: Harja Jaladri Park Kyoungjin Lee Kyounghwan |  |

| 27 de febrero de 2022 | Australia                                   | 80–64                                | Japón                                              | Okinawa                                                                       |  |
| 18:30 (UTC+9)         | Parciales: 22-14, 20-26, 22-9, 16-15        | Parciales: 22-14, 20-26, 22-9, 16-15 | Parciales: 22-14, 20-26, 22-9, 16-15               |                                                                               |  |
|                       | Estadísticas N. Kay 15 N. Kay 11 E. Naar 11 | Reporte Pts Reb Asts                 | Estadísticas 19 Y. Togashi 6 L. Evans 5 Y. Togashi | Pabellón: Okinawa Arena Árbitros: Harja Jaladri Lee Kyounghwan Glenn Cornelio |  |

| 28 de febrero de 2022 | China Taipéi                                    | 71–90                                 | Australia                                  | Okinawa                                                                        |  |
| 15:30 (UTC+9)         | Parciales: 25-29, 21-27, 10-17, 15-17           | Parciales: 25-29, 21-27, 10-17, 15-17 | Parciales: 25-29, 21-27, 10-17, 15-17      |                                                                                |  |
|                       | Estadísticas W. Artino 20 W. Artino 13 Pai Y. 6 | Reporte Pts Reb Asts                  | Estadísticas 14 N. Kay 11 N. Kay 10 N. Kay | Pabellón: Okinawa Arena Árbitros: Lee Kyounghwan Glenn Cornelio Park Kyoungjin |  |

Tercera ventana
| 30 de junio de 2022 | Australia                                                                              | 76–69                                 | China                                        | Melbourne                                                                       |  |
| 18:40 (UTC+10)      | Parciales: 17-15, 26-19, 14-21, 19-14                                                  | Parciales: 17-15, 26-19, 14-21, 19-14 | Parciales: 17-15, 26-19, 14-21, 19-14        |                                                                                 |  |
|                     | Estadísticas M. Dellavedova 16 M. Dellavedova, S. Froling 7 M. Dellavedova, J. White 4 | Reporte Pts Reb Asts                  | Estadísticas 16 Zhou Q. 17 Zhou Q. 3 Zhao R. | Pabellón: John Cain Arena Árbitros: Harja Jaladri Glenn Cornelio Park Kyoungjin |  |

| 1 de julio de 2022 | China                                     | 94–58                                 | China Taipéi                                       | Melbourne                                                                         |  |
| 17:10 (UTC+10)     | Parciales: 26-17, 16-21, 30-10, 22-10     | Parciales: 26-17, 16-21, 30-10, 22-10 | Parciales: 26-17, 16-21, 30-10, 22-10              |                                                                                   |  |
|                    | Estadísticas Hu M. 26 Wang Z. 9 Zhao J. 9 | Reporte Pts Reb Asts                  | Estadísticas 15 Lin B. 5 Chang C. 2 Tres jugadores | Pabellón: John Cain Arena Árbitros: Dallas Pickering Leong Chuen Wing Budi Marfan |  |

| 1 de julio de 2022 | Japón                                             | 52–98                                | Australia                                                                     | Melbourne                                                                       |  |
| 19:40 (UTC+10)     | Parciales: 13-22, 4-25, 10-21, 25-30              | Parciales: 13-22, 4-25, 10-21, 25-30 | Parciales: 13-22, 4-25, 10-21, 25-30                                          |                                                                                 |  |
|                    | Estadísticas K. Tominaga 18 L. Evans 6 Y. Fujii 3 | Reporte Pts Reb Asts                 | Estadísticas 14 S. McDaniel, W. McDowell-White 9 T. Maker 6 W. McDowell-White | Pabellón: John Cain Arena Árbitros: Harja Jaladri Glenn Cornelio Park Kyoungjin |  |

| 3 de julio de 2022 | Japón                                                | 89–49                                | China Taipéi                               | Melbourne                                                                       |  |
| 16:10 (UTC+10)     | Parciales: 25-14, 17-13, 18-9, 29-13                 | Parciales: 25-14, 17-13, 18-9, 29-13 | Parciales: 25-14, 17-13, 18-9, 29-13       |                                                                                 |  |
|                    | Estadísticas K. Tominaga 17 K. Toews 9 Y. Kawamura 8 | Reporte Pts Reb Asts                 | Estadísticas 15 Tang W. 10 Tang W. 3 Yu A. | Pabellón: John Cain Arena Árbitros: Dallas Pickering Budi Marfan Joenard García |  |

| 3 de julio de 2022 | China                                              | 48–71                                | Australia                                                | Melbourne                                                                       |  |
| 18:40 (UTC+10)     | Parciales: 18-16, 11-14, 16-15, 3-26               | Parciales: 18-16, 11-14, 16-15, 3-26 | Parciales: 18-16, 11-14, 16-15, 3-26                     |                                                                                 |  |
|                    | Estadísticas Wang Z. 12 Zhou Q. 8 Guo A., Zhu J. 2 | Reporte Pts Reb Asts                 | Estadísticas 16 J. White 14 J. White 5 W. McDowell-White | Pabellón: John Cain Arena Árbitros: Harja Jaladri Glenn Cornelio Park Kyoungjin |  |

| 4 de julio de 2022 | China Taipéi                             | 56–97                                 | China                                                | Melbourne                                                                            |  |
| 18:40 (UTC+10)     | Parciales: 14-34, 12-21, 16-19, 14-23    | Parciales: 14-34, 12-21, 16-19, 14-23 | Parciales: 14-34, 12-21, 16-19, 14-23                |                                                                                      |  |
|                    | Estadísticas Yu A. 11 Sun S. 5 Chen C. 4 | Reporte Pts Reb Asts                  | Estadísticas 16 Wang Z., Zhou Q. 10 Zhou Q. 7 Sun M. | Pabellón: John Cain Arena Árbitros: Dallas Pickering Park Kyoungjin Leong Chuen Wing |  |

#### Grupo C
| Pos. | Equipo         | PJ | G | P | PF  | PC  | DP   | Pts | Clasificación           |
| ---- | -------------- | -- | - | - | --- | --- | ---- | --- | ----------------------- |
| 1    | Líbano         | 6  | 5 | 1 | 529 | 374 | +155 | 11  | Segunda ronda (Grupo E) |
| 2    | Jordania       | 6  | 4 | 2 | 447 | 401 | +46  | 10  | Segunda ronda (Grupo E) |
| 3    | Arabia Saudita | 6  | 3 | 3 | 425 | 436 | −11  | 9   | Segunda ronda (Grupo E) |
| 4    | Indonesia      | 6  | 0 | 6 | 351 | 541 | −190 | 6   |                         |

 Fuente: FIBA
Primera ventana
| 26 de noviembre de 2021 | Jordania                                               | 68–61                                 | Arabia Saudita                                                 | Amán                                                                                    |  |
| 19:00 (UTC+2)           | Parciales: 14-14, 11-22, 25-15, 18-10                  | Parciales: 14-14, 11-22, 25-15, 18-10 | Parciales: 14-14, 11-22, 25-15, 18-10                          |                                                                                         |  |
|                         | Estadísticas M. Al-Awadi 16 M. Hussein 10 F. Ibrahim 5 | Reporte Pts Reb Asts                  | Estadísticas 14 F. Al-Salik 12 M. Al-Suwailem 6 K. Abdel-Gabar | Pabellón: Prince Hamza Arena Árbitros: Ahmed Al-Shuwaili Mohammad Alamiri Anan Daraghma |  |

| 26 de noviembre de 2021 | Líbano                                                            | 96–38                                | Indonesia                                           | Zouk Mikael                                                                     |  |
| 21:00 (UTC+2)           | Parciales: 19-10, 27-12, 29-11, 21-5                              | Parciales: 19-10, 27-12, 29-11, 21-5 | Parciales: 19-10, 27-12, 29-11, 21-5                |                                                                                 |  |
|                         | Estadísticas S. El Darwich 17 W. Arakji, A. Haidar 10 A. Haidar 5 | Reporte Pts Reb Asts                 | Estadísticas 13 B. Jawato 8 B. Jawato 2 A. Prastawa | Pabellón: Nouhad Naufal Stadium Árbitros: Mohammad Doost Wissam Zein Hadi Salem |  |

| 29 de noviembre de 2021 | Indonesia                                           | 64–110                              | Líbano                                            | Zouk Mikael                                                                     |  |
| 16:00 (UTC+2)           | Parciales: 21-29, 26-25, 8-32, 9-24                 | Parciales: 21-29, 26-25, 8-32, 9-24 | Parciales: 21-29, 26-25, 8-32, 9-24               |                                                                                 |  |
|                         | Estadísticas B. Jawato 20 B. Jawato 6 A. Prastawa 3 | Reporte Pts Reb Asts                | Estadísticas 19 W. Arakji 11 A. Majok 4 W. Arakji | Pabellón: Nouhad Naufal Stadium Árbitros: Mohammad Doost Wissam Zein Hadi Salem |  |

| 29 de noviembre de 2021 | Arabia Saudita                                                                                   | 72–64                                 | Jordania                                               | Yeda                                                                                                   |  |
| 18:30 (UTC+3)           | Parciales: 20-24, 11-15, 21-13, 20-12                                                            | Parciales: 20-24, 11-15, 21-13, 20-12 | Parciales: 20-24, 11-15, 21-13, 20-12                  | |  |
|                         | Estadísticas K. Abdel-Gabar, M. Al-Marwani 15 K. Abdel-Gabar 10 K. Abdel-Gabar, M. Al-Suwailem 3 | Reporte Pts Reb Asts                  | Estadísticas 18 A. Abu Hawwas 12 H. Abbaas 4 H. Abbaas | Pabellón: King Abdullah Sports City Hall Árbitros: Yevgeniy Mikheyev Alexey Stepanenko Mohamed Alsalam |  |

Segunda ventana
| 24 de febrero de 2022 | Arabia Saudita                                                                  | 95–66                                 | Indonesia                                           | Yeda                                                                                                   |  |
| 19:15 (UTC+3)         | Parciales: 23-15, 27-16, 19-18, 26-17                                           | Parciales: 23-15, 27-16, 19-18, 26-17 | Parciales: 23-15, 27-16, 19-18, 26-17               | |  |
|                       | Estadísticas M. Al-Marwani 16 M. Al-Suwailem 12 K. Abdel-Gabar, M. Al-Marwani 5 | Reporte Pts Reb Asts                  | Estadísticas 18 L. Prosper 7 B. Jawato 3 A. Grahita | Pabellón: King Abdullah Sports City Hall Árbitros: Ahmed Al-Shuwaili Chan Owe Shiong Alexey Stepanenko |  |

| 24 de febrero de 2022 | Jordania                                                | 74–63                                 | Líbano                                                        | Amán                                                                                  |  |
| 19:00 (UTC+2)         | Parciales: 19-12, 14-19, 23-13, 18-19                   | Parciales: 19-12, 14-19, 23-13, 18-19 | Parciales: 19-12, 14-19, 23-13, 18-19                         |                                                                                       |  |
|                       | Estadísticas D. Tucker 29 A. Al-Dwairi 12 F. Ibrahim 11 | Reporte Pts Reb Asts                  | Estadísticas 12 W. Arakji, Y. Khayat 12 A. Majok 6 A. Mansour | Pabellón: Prince Hamza Arena Árbitros: Yevgeniy Mikheyev Ahmed Al Bulushi Wissam Zein |  |

| 27 de febrero de 2022 | Jordania                                                                | 94–64                                 | Indonesia                                           | Amán                                                                                  |  |
| 18:00 (UTC+2)         | Parciales: 24-15, 18-14, 30-14, 22-21                                   | Parciales: 24-15, 18-14, 30-14, 22-21 | Parciales: 24-15, 18-14, 30-14, 22-21               |                                                                                       |  |
|                       | Estadísticas A. Abu Hawwas, F. Ibrahim 17 Y. Abuwazaneh 8 F. Ibrahim 10 | Reporte Pts Reb Asts                  | Estadísticas 24 A. Grahita 5 B. Jawato 4 A. Grahita | Pabellón: Prince Hamza Arena Árbitros: Yevgeniy Mikheyev Ahmed Al Bulushi Wissam Zein |  |

| 27 de febrero de 2022 | Arabia Saudita                                                | 68–81                                | Líbano                                               | Yeda                                                                                                   |  |
| 19:15 (UTC+3)         | Parciales: 15-27, 17-8, 18-22, 18-24                          | Parciales: 15-27, 17-8, 18-22, 18-24 | Parciales: 15-27, 17-8, 18-22, 18-24                 | |  |
|                       | Estadísticas M. Al-Marwani 18 M. Al-Suwailem 11 F. Al-Salik 4 | Reporte Pts Reb Asts                 | Estadísticas 23 A. Haidar 8 A. Haidar 4 H. Gyokchyan | Pabellón: King Abdullah Sports City Hall Árbitros: Ahmed Al-Shuwaili Chan Owe Shiong Alexey Stepanenko |  |

Tercera ventana
| 1 de julio de 2022 | Indonesia                                             | 67–69                                | Arabia Saudita                                                 | Yakarta                                                                                        |  |
| 19:30 (UTC+7)      | Parciales: 18-14, 21-17, 9-18, 19-20                  | Parciales: 18-14, 21-17, 9-18, 19-20 | Parciales: 18-14, 21-17, 9-18, 19-20                           |                                                                                                |  |
|                    | Estadísticas V. Kosasih 15 B. Jawato 14 Y. Saputera 4 | Reporte Pts Reb Asts                 | Estadísticas 18 M. Al-Muwallad 9 M. Al-Marwani 3 M. Al-Marwani | Pabellón: Istora Gelora Bung Karno Árbitros: Preeda Muongmee Chan Owe Shiong Nattapong Jontapa |  |

| 1 de julio de 2022 | Líbano                                                               | 89–70                                | Jordania                                             | Zouk Mikael                                                                                  |  |
| 21:00 (UTC+3)      | Parciales: 15-21, 31-7, 17-18, 26-24                                 | Parciales: 15-21, 31-7, 17-18, 26-24 | Parciales: 15-21, 31-7, 17-18, 26-24                 |                                                                                              |  |
|                    | Estadísticas A. Saoud 24 Tres jugadores 6 S. El Darwich, A. Mezher 6 | Reporte Pts Reb Asts                 | Estadísticas 22 D. Tucker 9 A. Al-Dwairi 5 D. Tucker | Pabellón: Nouhad Naufal Stadium Árbitros: Ahmed Al-Shuwaili Yevgeniy Mikheyev Mohammad Doost |  |

| 4 de julio de 2022 | Indonesia                                                          | 52–77                               | Jordania                                                               | Yakarta                                                                                        |  |
| 19:30 (UTC+7)      | Parciales: 18-17, 8-20, 4-22, 22-18                                | Parciales: 18-17, 8-20, 4-22, 22-18 | Parciales: 18-17, 8-20, 4-22, 22-18                                    |                                                                                                |  |
|                    | Estadísticas D. Xzavierro 14 D. Xzavierro 8 Y. Saputera, W. Teja 3 | Reporte Pts Reb Asts                | Estadísticas 11 Tres jugadores 10 A. Al-Dwairi 4 F. Ibrahim, M. Kanaan | Pabellón: Istora Gelora Bung Karno Árbitros: Preeda Muongmee Chan Owe Shiong Nattapong Jontapa |  |

| 4 de julio de 2022 | Líbano                                                  | 90–60                                 | Arabia Saudita                                                                 | Zouk Mikael                                                                                  |  |
| 21:00 (UTC+3)      | Parciales: 20-19, 25-12, 19-15, 26-14                   | Parciales: 20-19, 25-12, 19-15, 26-14 | Parciales: 20-19, 25-12, 19-15, 26-14                                          |                                                                                              |  |
|                    | Estadísticas J. Arledge 19 J. Arledge 8 S. El Darwich 8 | Reporte Pts Reb Asts                  | Estadísticas 14 M. Al-Marwani 6 K. Abdel-Gabar, M. Al-Marwani 4 K. Abdel-Gabar | Pabellón: Nouhad Naufal Stadium Árbitros: Yevgeniy Mikheyev Ahmed Al-Shuwaili Mohammad Doost |  |

#### Grupo D
| Pos. | Equipo     | PJ | G | P | PF  | PC  | DP  | Pts | Clasificación           |
| ---- | ---------- | -- | - | - | --- | --- | --- | --- | ----------------------- |
| 1    | Kazajistán | 6  | 5 | 1 | 452 | 384 | +68 | 11  | Segunda ronda (Grupo F) |
| 2    | Irán       | 6  | 4 | 2 | 482 | 395 | +87 | 10  | Segunda ronda (Grupo F) |
| 3    | Baréin     | 6  | 2 | 4 | 380 | 475 | −95 | 8   | Segunda ronda (Grupo F) |
| 4    | Siria      | 6  | 1 | 5 | 416 | 476 | −60 | 7   |                         |

 Fuente: FIBA
Primera ventana
| 26 de noviembre de 2021 | Irán                                                  | 82–66                                 | Baréin                                                            | Teherán                                                                                       |  |
| 17:00 (UTC+3,5)         | Parciales: 24-17, 12-12, 28-14, 18-23                 | Parciales: 24-17, 12-12, 28-14, 18-23 | Parciales: 24-17, 12-12, 28-14, 18-23                             |                                                                                               |  |
|                         | Estadísticas M. Jamshidi 21 A. Kazemi 26 A. Kazemi 12 | Reporte Pts Reb Asts                  | Estadísticas 17 A. Haji 4 M. Kowaid, S. Azzam 3 M. Isa, M. Kowaid | Pabellón: Pabellón de Baloncesto Azadi Árbitros: Ahmed Al Bulushi Paul Skayem Issam Al Siyabi |  |

| 26 de noviembre de 2021 | Kazajistán                                                     | 84–74                                 | Siria                                                        | Astaná                                                                             |  |
| 20:00 (UTC+6)           | Parciales: 17-24, 16-14, 21-15, 30-21                          | Parciales: 17-24, 16-14, 21-15, 30-21 | Parciales: 17-24, 16-14, 21-15, 30-21                        |                                                                                    |  |
|                         | Estadísticas R. Murzagaliyev 20 N. Bazhin 11 R. Murzagaliyev 8 | Reporte Pts Reb Asts                  | Estadísticas 33 A. Hinton 10 A. Hinton 3 A. Bakar, A. Shaban | Pabellón: Velódromo Saryarka Árbitros: Rabah Noujaim Mohammad Taha Taha Al-Hashedi |  |

| 29 de noviembre de 2021 | Siria                                                        | 71–81                                 | Kazajistán                                         | Damasco                                                                                     |  |
| 18:00 (UTC+2)           | Parciales: 20-18, 17-21, 18-21, 16-21                        | Parciales: 20-18, 17-21, 18-21, 16-21 | Parciales: 20-18, 17-21, 18-21, 16-21              |                                                                                             |  |
|                         | Estadísticas A. Hinton 32 J. Saddir 7 J. Saddir, A. Shaban 4 | Reporte Pts Reb Asts                  | Estadísticas 24 A. Bykov 8 N. Bazhin 5 O. Balashov | Pabellón: Al-Fayhaa Sports Complex Árbitros: Ahmed Al-Shuwaili Mohammad Alamiri Paul Skayem |  |

| 29 de noviembre de 2021 | Baréin                                               | 64–100                                | Irán                                                       | Madinat 'Isa                                                                                     |  |
| 19:00 (UTC+3)           | Parciales: 17-24, 18-25, 15-23, 14-28                | Parciales: 17-24, 18-25, 15-23, 14-28 | Parciales: 17-24, 18-25, 15-23, 14-28                      |                                                                                                  |  |
|                         | Estadísticas M. Kowaid 17 C. J. Giles 8 M. Ebrahim 5 | Reporte Pts Reb Asts                  | Estadísticas 22 B. Yakhchali 17 A. Kazemi 6 Tres jugadores | Pabellón: Estadio Ciudad Deportiva Califa Árbitros: Rabah Noujaim Ahmed Al Bulushi Mohammad Taha |  |

Segunda ventana
| 24 de febrero de 2022 | Irán                                                  | 69–73                                 | Kazajistán                                                            | Teherán                                                                                         |  |
| 17:00 (UTC+3,5)       | Parciales: 15-18, 23-18, 20-12, 11-25                 | Parciales: 15-18, 23-18, 20-12, 11-25 | Parciales: 15-18, 23-18, 20-12, 11-25                                 |                                                                                                 |  |
|                       | Estadísticas M. Jamshidi 32 A. Kazemi 8 M. Jamshidi 4 | Reporte Pts Reb Asts                  | Estadísticas 23 N. Bazhin 7 M. Marchuk 6 A. Clemmons, R. Murzagaliyev | Pabellón: Pabellón de Baloncesto Azadi Árbitros: Mohammad Alamiri Mohammad Taha Saif Al Dossari |  |

| 24 de febrero de 2022 | Baréin                                         | 64–80                                | Siria                                                     | Madinat 'Isa                                                                                  |  |
| 19:00 (UTC+3)         | Parciales: 7-19, 12-20, 22-23, 23-18           | Parciales: 7-19, 12-20, 22-23, 23-18 | Parciales: 7-19, 12-20, 22-23, 23-18                      |                                                                                               |  |
|                       | Estadísticas M. Isa 18 C. J. Giles 11 M. Isa 6 | Reporte Pts Reb Asts                 | Estadísticas 36 A. Hinton 11 K. Canbolat 5 Tres jugadores | Pabellón: Estadio Ciudad Deportiva Califa Árbitros: Rabah Noujaim Paul Skayem Taha Al-Hashedi |  |

| 27 de febrero de 2022 | Irán                                                        | 80–68                                 | Siria                                             | Teherán                                                                                         |  |
| 17:00 (UTC+3,5)       | Parciales: 15-18, 24-18, 20-19, 21-13                       | Parciales: 15-18, 24-18, 20-19, 21-13 | Parciales: 15-18, 24-18, 20-19, 21-13             |                                                                                                 |  |
|                       | Estadísticas M. Jamshidi 41 M. Hassanzadeh 10 M. Jamshidi 8 | Reporte Pts Reb Asts                  | Estadísticas 18 A. Hinton 8 H. Adribe 5 A. Hinton | Pabellón: Pabellón de Baloncesto Azadi Árbitros: Mohammad Alamiri Mohammad Taha Saif Al Dossari |  |

| 27 de febrero de 2022 | Baréin                                                 | 48–95                               | Kazajistán                                                      | Madinat 'Isa                                                                                      |  |
| 19:00 (UTC+3)         | Parciales: 8-16, 19-24, 13-21, 8-34                    | Parciales: 8-16, 19-24, 13-21, 8-34 | Parciales: 8-16, 19-24, 13-21, 8-34                             |                                                                                                   |  |
|                       | Estadísticas A. Haji 17 C. J. Giles 8 Tres jugadores 3 | Reporte Pts Reb Asts                | Estadísticas 19 R. Murzagaliyev 9 D. Gavrilov 7 R. Murzagaliyev | Pabellón: Estadio Ciudad Deportiva Califa Árbitros: Rabah Noujaim Taha Al-Hashedi Issam Al Siyabi |  |

Tercera ventana
| 1 de julio de 2022 | Kazajistán                                                            | 68–60                                 | Irán                                                   | Astaná                                                                              |  |
| 20:00 (UTC+6)      | Parciales: 22-23, 19-12, 11-14, 16-11                                 | Parciales: 22-23, 19-12, 11-14, 16-11 | Parciales: 22-23, 19-12, 11-14, 16-11                  |                                                                                     |  |
|                    | Estadísticas R. Murzagaliyev 26 N. Bazhin, M. Marchuk 9 O. Balashov 5 | Reporte Pts Reb Asts                  | Estadísticas 18 H. Haddadi 10 H. Haddadi 5 M. Jamshidi | Pabellón: Velódromo Saryarka Árbitros: Ahmed Al Bulushi Paul Skayem Taha Al-Hashedi |  |

| 1 de julio de 2022 | Siria                                                              | 67–76                                | Baréin                                        | Alepo                                                                                       |  |
| 18:00 (UTC+3)      | Parciales: 8-20, 19-19, 21-15, 19-22                               | Parciales: 8-20, 19-19, 21-15, 19-22 | Parciales: 8-20, 19-19, 21-15, 19-22          |                                                                                             |  |
|                    | Estadísticas A. Hinton 34 K. Canbolat, O. Cheikh Ali 6 I. Oubeid 6 | Reporte Pts Reb Asts                 | Estadísticas 20 W. Chism 7 W. Chism 12 M. Isa | Pabellón: Al-Hamadaniah Sports Arena Árbitros: Rabah Noujaim Mohammad Alamiri Mohammad Taha |  |

| 4 de julio de 2022 | Siria                                                | 56–91                                | Irán                                                                | Alepo                                                                                       |  |
| 18:00 (UTC+3)      | Parciales: 8-22, 20-17, 15-25, 13-27                 | Parciales: 8-22, 20-17, 15-25, 13-27 | Parciales: 8-22, 20-17, 15-25, 13-27                                |                                                                                             |  |
|                    | Estadísticas N. Issa 13 H. Adribe 5 Tres jugadores 3 | Reporte Pts Reb Asts                 | Estadísticas 16 M. Jamshidi 15 H. Haddadi 5 A. Kazemi, R. Mozaffari | Pabellón: Al-Hamadaniah Sports Arena Árbitros: Rabah Noujaim Mohammad Alamiri Mohammad Taha |  |

| 4 de julio de 2022 | Kazajistán                                                           | 51–62                               | Baréin                                        | Astaná                                                                              |  |
| 20:00 (UTC+6)      | Parciales: 24-9, 5-28, 10-12, 12-13                                  | Parciales: 24-9, 5-28, 10-12, 12-13 | Parciales: 24-9, 5-28, 10-12, 12-13           |                                                                                     |  |
|                    | Estadísticas D. Gavrilov, O. Balashov 10 D. Gavrilov 7 O. Balashov 2 | Reporte Pts Reb Asts                | Estadísticas 16 W. Chism 12 W. Chism 5 M. Isa | Pabellón: Velódromo Saryarka Árbitros: Ahmed Al Bulushi Paul Skayem Taha Al-Hashedi |  |

### Segunda ronda
En la segunda ronda, los doce equipos clasificados se dividirán en dos grupos de seis. Los equipos del Grupo A se emparejarán con los del Grupo C, mientras que los del Grupo B lo harán con los del Grupo D. Todos los resultados de la primera fase de clasificación se transfieren a la segunda. Los tres mejores equipos de cada grupo, junto con los anfitriones Japón y Filipinas, se clasificarán para la Copa Mundial de Baloncesto FIBA 2023.
Como solo tres equipos disputaron partidos por el Grupo A debido a la descalificación de Corea del Sur, y para permitir que la clasificación sea uniforme, los resultados de los equipos clasificados contra el último equipo del Grupo C no se transfirieron a la segunda ronda.

#### Grupo E
| Pos. | Equipo         | PJ | G | P  | PF  | PC  | DP   | Pts | Clasificación                                          |
| ---- | -------------- | -- | - | -- | --- | --- | ---- | --- | ------------------------------------------------------ |
| 1    | Nueva Zelanda  | 10 | 8 | 2  | 926 | 689 | +237 | 18  | Clasificado para la Copa Mundial de Baloncesto de 2023 |
| 2    | Líbano         | 10 | 7 | 3  | 870 | 768 | +102 | 17  | Clasificado para la Copa Mundial de Baloncesto de 2023 |
| 3    | Filipinas      | 10 | 6 | 4  | 802 | 768 | +34  | 16  | Clasificado para la Copa Mundial como anfitrión        |
| 4    | Jordania       | 10 | 6 | 4  | 775 | 751 | +24  | 16  | Clasificado para la Copa Mundial de Baloncesto de 2023 |
| 5    | Arabia Saudita | 10 | 3 | 7  | 654 | 767 | −113 | 13  |                                                        |
| 6    | India          | 10 | 0 | 10 | 611 | 895 | −284 | 10  |                                                        |

 Fuente: FIBA
Notas:
1. 1 2  Filipinas 164-157 Jordania

Primera ventana
| 25 de agosto de 2022 | Jordania                                              | 80–64                                 | India                                                               | Amán                                                                              |  |
| 19:00 (UTC+3)        | Parciales: 17-17, 29-10, 18-16, 16-21                 | Parciales: 17-17, 29-10, 18-16, 16-21 | Parciales: 17-17, 29-10, 18-16, 16-21                               |                                                                                   |  |
|                      | Estadísticas D. Tucker 18 A. Al-Dwairi 12 D. Tucker 8 | Reporte Pts Reb Asts                  | Estadísticas 15 M. Hafeez, A. Nayak 9 P. Rawat, P. Tomar 6 A. Muthu | Pabellón: Prince Hamza Arena Árbitros: Alexey Stepanenko Hadi Salem Anan Daraghma |  |

| 25 de agosto de 2022 | Arabia Saudita                                                   | 65–80                               | Nueva Zelanda                                | Dammam                                                                               |  |
| 19:15 (UTC+3)        | Parciales: 19-27, 6-28, 24-9, 16-16                              | Parciales: 19-27, 6-28, 24-9, 16-16 | Parciales: 19-27, 6-28, 24-9, 16-16          |                                                                                      |  |
|                      | Estadísticas K. Abdel-Gabar 22 K. Abdel-Gabar 8 K. Abdel-Gabar 4 | Reporte Pts Reb Asts                | Estadísticas 14 S. Ili 8 S. Timmins 8 S. Ili | Pabellón: Dammam Green Hall Árbitros: Harja Jaladri Mohammad Alamiri Mohamed Alsalam |  |

| 25 de agosto de 2022 | Líbano                                                          | 85–81                                 | Filipinas                                             | Zouk Mikael                                                                            |  |
| 21:00 (UTC+3)        | Parciales: 22-25, 27-22, 19-16, 17-18                           | Parciales: 22-25, 27-22, 19-16, 17-18 | Parciales: 22-25, 27-22, 19-16, 17-18                 |                                                                                        |  |
|                      | Estadísticas W. Arakji 24 A. Haidar 9 H. Gyokchyan, A. Haidar 4 | Reporte Pts Reb Asts                  | Estadísticas 27 J. Clarkson 10 D. Ramos 7 J. Clarkson | Pabellón: Nouhad Naufal Stadium Árbitros: Yevgeniy Mikheyev Mohammad Doost Wissam Zein |  |

| 29 de agosto de 2022 | India                                            | 63–95                                 | Líbano                                               | Bangalore                                                                                     |  |
| 18:00 (UTC+5,5)      | Parciales: 17-27, 12-22, 13-22, 21-24            | Parciales: 17-27, 12-22, 13-22, 21-24 | Parciales: 17-27, 12-22, 13-22, 21-24                |                                                                                               |  |
|                      | Estadísticas P. Prince 19 P. Rawat 7 M. Hafeez 9 | Reporte Pts Reb Asts                  | Estadísticas 21 J. Arledge 5 K. Ezzedine 6 A. Mezher | Pabellón: Kanteerava Indoor Stadium Árbitros: Ahmed Al Bulushi Daigo Urushima Chan Owe Shiong |  |

| 29 de agosto de 2022 | Nueva Zelanda                                          | 100–72                                | Jordania                                                           | Auckland                                                                       |  |
| 19:00 (UTC+12)       | Parciales: 29-10, 23-24, 24-17, 24-21                  | Parciales: 29-10, 23-24, 24-17, 24-21 | Parciales: 29-10, 23-24, 24-17, 24-21                              |                                                                                |  |
|                      | Estadísticas S. Ili 16 I. Fotu, B. Gold 8 F. Cameron 6 | Reporte Pts Reb Asts                  | Estadísticas 19 A. Abu Hawwas, D. Tucker 12 D. Tucker 6 F. Ibrahim | Pabellón: Eventfinda Stadium Árbitros: Leong Chuen Wing Zhang Xiao Craig Copes |  |

| 29 de agosto de 2022 | Filipinas                                             | 84–46                                | Arabia Saudita                                                 | Pásay                                                                                |  |
| 19:00 (UTC+8)        | Parciales: 11-14, 26-14, 24-8, 23-10                  | Parciales: 11-14, 26-14, 24-8, 23-10 | Parciales: 11-14, 26-14, 24-8, 23-10                           |                                                                                      |  |
|                      | Estadísticas J. Clarkson 23 K. Sotto 13 J. Clarkson 6 | Reporte Pts Reb Asts                 | Estadísticas 9 Tres jugadores 8 M. Al-Marwani 9 K. Abdel-Gabar | Pabellón: Mall of Asia Arena Árbitros: Takaki Kato Christopher Reid Chuang Chih-Chun |  |

Segunda ventana
| 10 de noviembre de 2022 | Jordania                                               | 66–74                                 | Filipinas                                             | Amán                                                                                 |  |
| 19:00 (UTC+2)           | Parciales: 20-21, 21-16, 10-21, 15-16                  | Parciales: 20-21, 21-16, 10-21, 15-16 | Parciales: 20-21, 21-16, 10-21, 15-16                 |                                                                                      |  |
|                         | Estadísticas D. Tucker 23 A. Al-Dwairi 16 F. Ibrahim 6 | Reporte Pts Reb Asts                  | Estadísticas 16 K. Sotto 13 S. Thompson 8 S. Thompson | Pabellón: Prince Hamza Arena Árbitros: Yevgeniy Mikheyev Wissam Zein Chan Owe Shiong |  |

| 10 de noviembre de 2022 | Arabia Saudita                                                                          | 85–54                                | India                                             | Yeda                                                                                                   |  |
| 19:00 (UTC+3)           | Parciales: 19-14, 19-14, 28-19, 19-7                                                    | Parciales: 19-14, 19-14, 28-19, 19-7 | Parciales: 19-14, 19-14, 28-19, 19-7              | |  |
|                         | Estadísticas K. Abdel-Gabar, H. Aljohar 16 M. Al-Marwani, H. Aljohar 7 K. Abdel-Gabar 5 | Reporte Pts Reb Asts                 | Estadísticas 10 S. Mathew 10 P. Rawat 5 M. Hafeez | Pabellón: King Abdullah Sports City Hall Árbitros: Ahmed Al-Shuwaili Alexander Boyer Alexey Stepanenko |  |

| 10 de noviembre de 2022 | Líbano                                                | 77–65                                 | Nueva Zelanda                                                | Beirut                                                                             |  |
| 21:00 (UTC+2)           | Parciales: 18-22, 13-15, 22-11, 24-17                 | Parciales: 18-22, 13-15, 22-11, 24-17 | Parciales: 18-22, 13-15, 22-11, 24-17                        |                                                                                    |  |
|                         | Estadísticas A. Haidar 21 H. Gyokchyan 9 A. Mansour 6 | Reporte Pts Reb Asts                  | Estadísticas 17 T. Smith-Milner 8 H. Harris 2 Tres jugadores | Pabellón: Pierre Gemayel Hall Árbitros: Mohammad Doost Mohammad Alamiri Hadi Salem |  |

| 13 de noviembre de 2022 | Jordania                                                | 92–75                                 | Nueva Zelanda                                          | Amán                                                                                 |  |
| 19:00 (UTC+2)           | Parciales: 27-23, 14-18, 23-14, 28-20                   | Parciales: 27-23, 14-18, 23-14, 28-20 | Parciales: 27-23, 14-18, 23-14, 28-20                  |                                                                                      |  |
|                         | Estadísticas D. Tucker 31 A. Al-Dwairi 12 F. Ibrahim 14 | Reporte Pts Reb Asts                  | Estadísticas 17 T. Smith-Milner 7 H. Harris 6 T. Britt | Pabellón: Prince Hamza Arena Árbitros: Yevgeniy Mikheyev Wissam Zein Chan Owe Shiong |  |

| 13 de noviembre de 2022 | Arabia Saudita                                                 | 63–76                                | Filipinas                                                             | Yeda                                                                                                   |  |
| 19:00 (UTC+3)           | Parciales: 16-16, 9-15, 20-24, 18-21                           | Parciales: 16-16, 9-15, 20-24, 18-21 | Parciales: 16-16, 9-15, 20-24, 18-21                                  | |  |
|                         | Estadísticas M. Al-Marwani 19 M. Al-Marwani 8 K. Abdel-Gabar 5 | Reporte Pts Reb Asts                 | Estadísticas 13 R. Pogoy, D. Ramos 9 K. Sotto, S. Thompson 4 D. Ramos | Pabellón: King Abdullah Sports City Hall Árbitros: Ahmed Al-Shuwaili Alexander Boyer Alexey Stepanenko |  |

| 13 de noviembre de 2022 | Líbano                                                         | 103–74                                | India                                            | Beirut                                                                             |  |
| 21:00 (UTC+2)           | Parciales: 27-20, 22-16, 28-21, 26-17                          | Parciales: 27-20, 22-16, 28-21, 26-17 | Parciales: 27-20, 22-16, 28-21, 26-17            |                                                                                    |  |
|                         | Estadísticas A. Haidar 27 G. Hadidian, A. Haidar 8 J. Khalil 9 | Reporte Pts Reb Asts                  | Estadísticas 16 M. Hafeez 7 P. Meena 7 M. Hafeez | Pabellón: Pierre Gemayel Hall Árbitros: Mohammad Alamiri Mohammad Doost Hadi Salem |  |

Tercera ventana
| 24 de febrero de 2023 | Nueva Zelanda                                           | 110–63                                | Arabia Saudita                                              | Christchurch                                                                    |  |
| 19:00 (UTC+13)        | Parciales: 36-16, 29-17, 29-14, 16-16                   | Parciales: 36-16, 29-17, 29-14, 16-16 | Parciales: 36-16, 29-17, 29-14, 16-16                       |                                                                                 |  |
|                       | Estadísticas E. Rusbatch 21 S. Waardenburg 8 T. Britt 9 | Reporte Pts Reb Asts                  | Estadísticas 13 A. Ashoor 7 M. Al-Suwailem 5 K. Abdel-Gabar | Pabellón: Christchurch Arena Árbitros: Scott Beker Takaki Kato Christopher Reid |  |

| 24 de febrero de 2023 | Filipinas                                                  | 107–96                                | Líbano                                                | Bulacán                                                                   |  |
| 18:00 (UTC+8)         | Parciales: 25-19, 28-22, 29-23, 25-32                      | Parciales: 25-19, 28-22, 29-23, 25-32 | Parciales: 25-19, 28-22, 29-23, 25-32                 |                                                                           |  |
|                       | Estadísticas J. Brownlee 17 Tres jugadores 5 S. Thompson 6 | Reporte Pts Reb Asts                  | Estadísticas 27 A. Saoud 7 A. Mansour 6 S. El Darwich | Pabellón: Arena Filipina Árbitros: Yu Jung Alexander Boyer Daigo Urushima |  |

| 24 de febrero de 2023 | India                                                         | 63–98                                | Jordania                                                   | Bangalore                                                                                       |  |
| 18:00 (UTC+5,5)       | Parciales: 14-30, 7-33, 25-20, 17-15                          | Parciales: 14-30, 7-33, 25-20, 17-15 | Parciales: 14-30, 7-33, 25-20, 17-15                       |                                                                                                 |  |
|                       | Estadísticas A. Krishnan 19 P. Rawat, A. Sharma 6 M. Hafeez 6 | Reporte Pts Reb Asts                 | Estadísticas 21 F. Ibrahim 7 A. Al-Hamarsheh 13 F. Ibrahim | Pabellón: Kanteerava Indoor Stadium Árbitros: Yevgeniy Mikheyev Issam Al Siyabi Taha Al-Hashedi |  |

| 27 de febrero de 2023 | Nueva Zelanda                                              | 106–91                                | Líbano                                                  | Wellington                                                                  |  |
| 19:00 (UTC+13)        | Parciales: 30-20, 28-30, 26-30, 22-11                      | Parciales: 30-20, 28-30, 26-30, 22-11 | Parciales: 30-20, 28-30, 26-30, 22-11                   |                                                                             |  |
|                       | Estadísticas I. Fotu 23 H. Harris 8 R. Rodger, J. Ngatai 6 | Reporte Pts Reb Asts                  | Estadísticas 28 A. Saoud 5 G. Hadidian 3 Tres jugadores | Pabellón: Arena TSB Bank Árbitros: Takaki Kato Scott Beker Christopher Reid |  |

| 27 de febrero de 2023 | Filipinas                                                | 90–91                                 | Jordania                                            | Bulacán                                                                   |  |
| 18:00 (UTC+8)         | Parciales: 14-33, 27-27, 23-10, 26-21                    | Parciales: 14-33, 27-27, 23-10, 26-21 | Parciales: 14-33, 27-27, 23-10, 26-21               |                                                                           |  |
|                       | Estadísticas J. Brownlee 41 J. Brownlee 12 S. Thompson 7 | Reporte Pts Reb Asts                  | Estadísticas 22 D. Tucker 12 D. Tucker 8 F. Ibrahim | Pabellón: Arena Filipina Árbitros: Yu Jung Alexander Boyer Daigo Urushima |  |

| 27 de febrero de 2023 | India                                              | 60–71                                 | Arabia Saudita                                                                  | Bangalore                                                                                       |  |
| 15:30 (UTC+5,5)       | Parciales: 19-16, 14-21, 15-14, 12-20              | Parciales: 19-16, 14-21, 15-14, 12-20 | Parciales: 19-16, 14-21, 15-14, 12-20                                           |                                                                                                 |  |
|                       | Estadísticas A. Krishnan 24 P. Rawat 8 M. Hafeez 5 | Reporte Pts Reb Asts                  | Estadísticas 17 M. Al-Marwani 10 M. Al-Marwani, M. Al-Suwailem 8 K. Abdel-Gabar | Pabellón: Kanteerava Indoor Stadium Árbitros: Yevgeniy Mikheyev Taha Al-Hashedi Issam Al Siyabi |  |

#### Grupo F
| Pos. | Equipo     | PJ | G  | P  | PF  | PC   | DP   | Pts | Clasificación                                          |
| ---- | ---------- | -- | -- | -- | --- | ---- | ---- | --- | ------------------------------------------------------ |
| 1    | Australia  | 12 | 11 | 1  | 993 | 657  | +336 | 22  | Clasificado para la Copa Mundial de Baloncesto de 2023 |
| 2    | China      | 12 | 10 | 2  | 959 | 792  | +167 | 22  | Clasificado para la Copa Mundial de Baloncesto de 2023 |
| 3    | Japón      | 12 | 7  | 5  | 917 | 878  | +39  | 19  | Clasificado para la Copa Mundial como anfitrión        |
| 4    | Irán       | 12 | 6  | 6  | 856 | 824  | +32  | 18  | Clasificado para la Copa Mundial de Baloncesto de 2023 |
| 5    | Kazajistán | 12 | 5  | 7  | 779 | 872  | −93  | 17  |                                                        |
| 6    | Baréin     | 12 | 2  | 10 | 761 | 1004 | −243 | 14  |                                                        |

 Fuente: FIBA
Notas:
1. 1 2  Australia 147-117 China

Primera ventana
| 25 de agosto de 2022 | Baréin                                          | 50–104                               | Australia                                                                  | Madinat 'Isa                                                                                        |  |
| 19:00 (UTC+3)        | Parciales: 10-27, 18-26, 13-26, 9-25            | Parciales: 10-27, 18-26, 13-26, 9-25 | Parciales: 10-27, 18-26, 13-26, 9-25                                       | |  |
|                      | Estadísticas W. Chism 16 W. Chism 8 M. Rashed 5 | Reporte Pts Reb Asts                 | Estadísticas 22 D. Vasiljevic 9 S. Froling, L. Travers 6 N. Kay, M. Norton | Pabellón: Estadio Ciudad Deportiva Califa Árbitros: Paul Skayem Taha Al-Hashedi Suebpong Wichaiphin |  |

| 25 de agosto de 2022 | Kazajistán                                                                 | 56–68                                | China                                      | Astaná                                                                                  |  |
| 20:00 (UTC+6)        | Parciales: 14-23, 10-18, 18-7, 14-20                                       | Parciales: 14-23, 10-18, 18-7, 14-20 | Parciales: 14-23, 10-18, 18-7, 14-20       |                                                                                         |  |
|                      | Estadísticas R. Murzagaliyev 14 M. Marchuk, R. Marchuk 5 R. Murzagaliyev 5 | Reporte Pts Reb Asts                 | Estadísticas 19 Zhou Q. 11 Zhou Q. 2 Hu M. | Pabellón: Velódromo Saryarka Árbitros: Ahmed Al-Shuwaili Park Kyoungjin Preeda Muongmee |  |

| 25 de agosto de 2022 | Irán                                                    | 79–68                                | Japón                                            | Teherán                                                                                          |  |
| 20:30 (UTC+4,5)      | Parciales: 25-27, 19-5, 21-15, 14-21                    | Parciales: 25-27, 19-5, 21-15, 14-21 | Parciales: 25-27, 19-5, 21-15, 14-21             |                                                                                                  |  |
|                      | Estadísticas B. Yakhchali 30 A. Kazemi 17 M. Jamshidi 5 | Reporte Pts Reb Asts                 | Estadísticas 27 Y. Baba 8 H. Yoshii 6 Y. Togashi | Pabellón: Pabellón de Baloncesto Azadi Árbitros: Rabah Noujaim Issam Al Siyabi Nattapong Jontapa |  |

| 29 de agosto de 2022 | Australia                                               | 98–68                                 | Irán                                                        | Bendigo                                                                  |  |
| 18:30 (UTC+10)       | Parciales: 27-15, 14-15, 24-28, 33-10                   | Parciales: 27-15, 14-15, 24-28, 33-10 | Parciales: 27-15, 14-15, 24-28, 33-10                       |                                                                          |  |
|                      | Estadísticas D. Vasiljevic 23 S. Froling 8 L. Travers 4 | Reporte Pts Reb Asts                  | Estadísticas 17 M. Jamshidi 7 S. Pazirofteh 5 S. Mashayekhi | Pabellón: Bendigo Stadium Árbitros: Yu Jung Matthew Bathurst Budi Marfan |  |

| 29 de agosto de 2022 | China                                      | 80–67                                 | Baréin                                                 | Astaná                                                                                  |  |
| 20:00 (UTC+6)        | Parciales: 25-11, 17-22, 20-13, 18-21      | Parciales: 25-11, 17-22, 20-13, 18-21 | Parciales: 25-11, 17-22, 20-13, 18-21                  |                                                                                         |  |
|                      | Estadísticas Zhou Q. 22 Zhou Q. 7 Sun M. 6 | Reporte Pts Reb Asts                  | Estadísticas 24 M. Rashed 11 W. Chism 2 Tres jugadores | Pabellón: Velódromo Saryarka Árbitros: Ahmed Al-Shuwaili Preeda Muongmee Park Kyoungjin |  |

| 30 de agosto de 2022 | Japón                                                 | 73–48                                 | Kazajistán                                          | Okinawa                                                                          |  |
| 18:05 (UTC+9)        | Parciales: 14-13, 13-14, 22-10, 24-11                 | Parciales: 14-13, 13-14, 22-10, 24-11 | Parciales: 14-13, 13-14, 22-10, 24-11               |                                                                                  |  |
|                      | Estadísticas Y. Nishida 13 N. Fazekas 8 Y. Kawamura 7 | Reporte Pts Reb Asts                  | Estadísticas 18 A. Bykov 10 M. Marchuk 3 R. Marchuk | Pabellón: Okinawa Arena Árbitros: Glenn Cornelio Lee Kyounghwan Haryanto Sutaryo |  |

Segunda ventana
| 11 de noviembre de 2022 | Irán                                                     | 72–81                                 | China                                       | Teherán                                                                                       |  |
| 17:00 (UTC+3,5)         | Parciales: 21-20, 13-22, 17-18, 21-21                    | Parciales: 21-20, 13-22, 17-18, 21-21 | Parciales: 21-20, 13-22, 17-18, 21-21       |                                                                                               |  |
|                         | Estadísticas B. Yakhchali 24 H. Haddadi 11 M. Jamshidi 5 | Reporte Pts Reb Asts                  | Estadísticas 23 Wang Z. 7 Wang Z. 7 Zhao R. | Pabellón: Pabellón de Baloncesto Azadi Árbitros: Harja Jaladri Glenn Cornelio Preeda Muongmee |  |

| 11 de noviembre de 2022 | Kazajistán                                                          | 50–97                                | Australia                                            | Astaná                                                                   |  |
| 20:00 (UTC+6)           | Parciales: 8-39, 17-19, 12-20, 13-19                                | Parciales: 8-39, 17-19, 12-20, 13-19 | Parciales: 8-39, 17-19, 12-20, 13-19                 |                                                                          |  |
|                         | Estadísticas S. Kuanov 9 R. Aitkali, R. Pan 7 A. Bykov, S. Kuanov 2 | Reporte Pts Reb Asts                 | Estadísticas 18 S. Froling 11 S. Froling 7 M. Norton | Pabellón: Velódromo Saryarka Árbitros: Yu Jung Paul Skayem Mohammad Taha |  |

| 11 de noviembre de 2022 | Baréin                                            | 74–87                                 | Japón                                                          | Madinat 'Isa                                                                                   |  |
| 19:05 (UTC+3)           | Parciales: 10-24, 23-26, 24-13, 17-24             | Parciales: 10-24, 23-26, 24-13, 17-24 | Parciales: 10-24, 23-26, 24-13, 17-24                          |                                                                                                |  |
|                         | Estadísticas M. Rashed 30 W. Chism 15 M. Rashed 7 | Reporte Pts Reb Asts                  | Estadísticas 22 T. Harimoto 9 L. Evans 4 Y. Kawamura, K. Toews | Pabellón: Estadio Ciudad Deportiva Califa Árbitros: Rabah Noujaim Matthew Bathurst Budi Marfan |  |

| 14 de noviembre de 2022 | Irán | 20–0    | Australia | Teherán                                |  |
| 17:00 (UTC+3,5)         |      |         |           |                                        |  |
|                         |      | Reporte |           | Pabellón: Pabellón de Baloncesto Azadi |  |

| 14 de noviembre de 2022 | Baréin                                             | 67–80                                              | China                                              | Madinat 'Isa                                                                                   |  |
| 19:00 (UTC+3)           | Parciales: 12-18, 20-16, 14-19, 18-11 (T.E.: 3-16) | Parciales: 12-18, 20-16, 14-19, 18-11 (T.E.: 3-16) | Parciales: 12-18, 20-16, 14-19, 18-11 (T.E.: 3-16) |                                                                                                |  |
|                         | Estadísticas W. Chism 23 W. Chism 11 M. Rashed 6   | Reporte Pts Reb Asts                               | Estadísticas 27 Wang Z. 14 Wang Z. 9 Zhao R.       | Pabellón: Estadio Ciudad Deportiva Califa Árbitros: Rabah Noujaim Matthew Bathurst Budi Marfan |  |

| 14 de noviembre de 2022 | Kazajistán                                                     | 61–81                                | Japón                                             | Astaná                                                                   |  |
| 20:00 (UTC+6)           | Parciales: 14-16, 13-29, 19-28, 15-8                           | Parciales: 14-16, 13-29, 19-28, 15-8 | Parciales: 14-16, 13-29, 19-28, 15-8              |                                                                          |  |
|                         | Estadísticas R. Murzagaliyev 14 Tres jugadores 6 O. Balashov 7 | Reporte Pts Reb Asts                 | Estadísticas 15 H. Yoshii 7 L. Evans 7 Y. Togashi | Pabellón: Velódromo Saryarka Árbitros: Yu Jung Paul Skayem Mohammad Taha |  |

Tercera ventana
| 23 de febrero de 2023 | Japón                                                   | 96–61                                 | Irán                                                                           | Takasaki                                                                         |  |
| 15:00 (UTC+9)         | Parciales: 22-16, 30-13, 23-16, 21-16                   | Parciales: 22-16, 30-13, 23-16, 21-16 | Parciales: 22-16, 30-13, 23-16, 21-16                                          |                                                                                  |  |
|                       | Estadísticas R. Kanechika 20 J. Hawkinson 11 K. Toews 5 | Reporte Pts Reb Asts                  | Estadísticas 15 B. Yakhchali, M. Jamshidi 8 A. Kazemi 3 M. Jamshidi, A. Kazemi | Pabellón: Takasaki Arena Árbitros: Glenn Cornelio Saif Al Dossari Park Kyoungjin |  |

| 23 de febrero de 2023 | Australia                                                            | 83–51                              | Baréin                                        | Melbourne                                                                                   |  |
| 19:00 (UTC+11)        | Parciales: 25-19, 27-5, 7-19, 24-8                                   | Parciales: 25-19, 27-5, 7-19, 24-8 | Parciales: 25-19, 27-5, 7-19, 24-8            |                                                                                             |  |
|                       | Estadísticas T. Blanchfield 20 M. McCarron 8 K. Adnam, M. McCarron 5 | Reporte Pts Reb Asts               | Estadísticas 15 W. Chism 11 W. Chism 5 M. Isa | Pabellón: State Basketball Centre Árbitros: Lee Kyounghwan Leong Chuen Wing Chan Owe Shiong |  |

| 23 de febrero de 2023 | China                                        | 71–59                                 | Kazajistán                                                                     | Tsuen Wan                                                                               |  |
| 19:30 (UTC+8)         | Parciales: 21-12, 22-10, 16-18, 12-19        | Parciales: 21-12, 22-10, 16-18, 12-19 | Parciales: 21-12, 22-10, 16-18, 12-19                                          |                                                                                         |  |
|                       | Estadísticas Zhou Q. 16 Zhou Q. 12 Peng Z. 3 | Reporte Pts Reb Asts                  | Estadísticas 13 R. Murzagaliyev 8 V. Chsherbak 5 R. Murzagaliyev, V. Chsherbak | Pabellón: Tsuen Wan Stadium Árbitros: Ahmed Al Bulushi Mohammad Alamiri Preeda Muongmee |  |

| 26 de febrero de 2023 | Australia                                                          | 98–53                                 | Kazajistán                                                 | Melbourne                                                                                   |  |
| 15:00 (UTC+11)        | Parciales: 21-13, 25-14, 33-11, 19-15                              | Parciales: 21-13, 25-14, 33-11, 19-15 | Parciales: 21-13, 25-14, 33-11, 19-15                      |                                                                                             |  |
|                       | Estadísticas T. Blanchfield 31 M. Peatling, N. Kay 6 M. McCarron 5 | Reporte Pts Reb Asts                  | Estadísticas 12 R. Aitkali 7 D. Gavrilov 2 Cinco jugadores | Pabellón: State Basketball Centre Árbitros: Lee Kyounghwan Chan Owe Shiong Leong Chuen Wing |  |

| 26 de febrero de 2023 | China                                     | 86–74                                 | Irán                                                                  | Tsuen Wan                                                                               |  |
| 12:00 (UTC+8)         | Parciales: 20-21, 25-27, 16-10, 25-16     | Parciales: 20-21, 25-27, 16-10, 25-16 | Parciales: 20-21, 25-27, 16-10, 25-16                                 |                                                                                         |  |
|                       | Estadísticas Wu Q. 18 Zhou Q. 7 Zhao J. 8 | Reporte Pts Reb Asts                  | Estadísticas 28 B. Yakhchali 10 A. Kazemi 4 B. Yakhchali, M. Jamshidi | Pabellón: Tsuen Wan Stadium Árbitros: Mohammad Alamiri Ahmed Al Bulushi Preeda Muongmee |  |

| 26 de febrero de 2023 | Japón                                                      | 95–72                                 | Baréin                                                      | Takasaki                                                                         |  |
| 14:05 (UTC+9)         | Parciales: 32-19, 19-16, 22-22, 22-15                      | Parciales: 32-19, 19-16, 22-22, 22-15 | Parciales: 32-19, 19-16, 22-22, 22-15                       |                                                                                  |  |
|                       | Estadísticas J. Hawkinson 22 J. Hawkinson 10 Y. Kawamura 9 | Reporte Pts Reb Asts                  | Estadísticas 15 M. Rashed 13 W. Chism 4 W. Chism, M. Rashed | Pabellón: Takasaki Arena Árbitros: Saif Al Dossari Park Kyoungjin Glenn Cornelio |  |

## Clasificados
| Filipinas País anfitrión | Japón País anfitrión | Australia | China |

| Irán | Jordania | Líbano | Nueva Zelanda |

## Líderes estadísticos
| Categoría   | Jugador        | Promedio |
| ----------- | -------------- | -------- |
| Puntos      | Amir Hinton    | 26,7     |
| Rebotes     | Arsalan Kazemi | 11,1     |
| Asistencias | Freddy Ibrahim | 7,3      |
| Robos       | Amir Hinton    | 3        |
| Bloqueos    | Wayne Chism    | 2        |
| Minutos     | Amir Hinton    | 33,7     |
| Eficiencia  | Amir Hinton    | 24,5     |

| Categoría   | Equipo        | Promedio |
| ----------- | ------------- | -------- |
| Puntos      | Nueva Zelanda | 92,6     |
| Rebotes     | Australia     | 45,4     |
| Asistencias | Australia     | 25,8     |
| Robos       | Líbano        | 11,4     |
| Bloqueos    | Filipinas     | 4,2      |
| Eficiencia  | Australia     | 120      |